# 카보베르데의 공휴일
카보베르데의 공휴일은 다음과 같다.
| 날짜      | 이름             | 비고 |
| --------- | ---------------- | ---- |
| 1월 1일   | 새해 첫날        |      |
| 1월 13일  | 민주주의의 날    |      |
| 1월 20일  | 영웅의 날        |      |
| 5월 1일   | 노동절           |      |
| 6월 1일   | 청년의 날        |      |
| 7월 5일   | 독립기념일       |      |
| 8월 15일  | 성모 승천 대축일 |      |
| 11월 1일  | 모든 성인 대축일 |      |
| 12월 25일 | 크리스마스       |      |